# الصراعات الطائفية في نيجيريا
الصراعات الطائفية في نيجيريا هي ما يمكن تقسيمها إلى فئتين رئيسيتين:
- النزاعات العرقية والدينية: المنسوبة إلى جهات فاعلة مقسمة أساسًا على هويات ثقافية أو عرقية أو دينية، مثل حالات العنف الديني بين المجتمعات المسيحية والمسلمة.
- النزاعات بين الرعاة والمزارعين: والتي تنطوي عادةً على نزاعات على الأراضي أو الماشية بين الرعاة (لا سيما الفولاني والهوسا) والمزارعين (ولا سيما أدارا وبيروم وتيف وتاروك).

الولايات الأكثر تضررًا هي ولايات الحزام الأوسط النيجيري مثل بنوي وترابة وبلاتو. وصل العنف ذروته في عامي 2004 و2011 حيث قتل حوالي 2.000 شخص في تلك السنوات. كما أسفر عن أكثر من 700 حالة وفاة في عام 2015 وحده.

## الأسباب
لعب تغير المناخ دورًا رئيسيًا في هجرة رعاة الفولاني.
تأثرت البلدان الأفريقية أكثر من غيرها بتغير المناخ على مستوى العالم. ساهمت هذه الفكرة في هجرة رعاة الفولاني من الشمال باتجاه جنوب غرب نيجيريا. كما لوحظ من نموذج «الدفع والجذب» والتصحر والانهيارات الأرضية والجفاف والتلوث والعواصف الرملية والأمراض التي أدت إلى التغيرات المناخية وبالتالي إلى مغادرة رعاة الفولاني مجتمعاتهم. يرجع هذا في الغالب إلى فترات الجفاف التي استمرت فترات أطول من المتوقع، مثل تبخر بحيرة تشاد. علاوة على ذلك تطورت الأمراض من الظروف المناخية وقتلت حيوانات الرعاة. وهكذا فإن العديد من الفولاني المعروفين أيضًا باسم «البوروروس» يميلون إلى الهجرة جنوبًا حيث توجد نباتات محسنة وظروف مناخية وفرص سوقية وأمل.

## صراعات الرعاة والمزارعين
منذ تأسيس الجمهورية النيجيرية الرابعة عام 1999 أودى عنف المزارعين والرعاة بحياة آلاف الأشخاص وشرد عشرات الآلاف. أدى انعدام الأمن والعنف إلى قيام العديد من السكان بإنشاء قوات دفاع عن النفس وميليشيات عرقية، شاركت في مزيد من العنف. وقعت معظم الاشتباكات بين المزارعين والرعاة بين رعاة الفولاني المسلمين والفلاحين المسيحيين، مما أدى إلى تفاقم العداوات العرقية والدينية. ينبع هذا العنف من العلاقة بين بورورو فولاني ومزارعي اليوروبا. قبل ذلك هاجر شعب الفولاني إلى منطقة جنوب غرب نيجيريا منذ قرون. في القرن الثامن عشر هاجرت ثلاث مجموعات مختلفة من الفولاني إلى مدينة إسين. تألفت هذه المجموعات من بانغو وسوكوتو وبورورو فولاني. من بين هذه المجموعات الثلاث كانت قبيلة بورورو فولاني على وجه الخصوص هي المجموعة التي فصلت نفسها عن مزارعي اليوروبا. في غضون ذلك طور البانغو وسوكوتو علاقة عمل مع شعب اليوروبا في نيجيريا. من خلال هذه التحالفات استفادوا من بعضهم البعض من منتجات ماشيتهم وزراعتهم. كان شعب الفولاني يتاجر بأي سلع يستخرجونها من ماشيتهم إلى اليوروبا من أجل محاصيلهم. ومع ذلك فإن هجرة بورورو فولاني غيرت هذه العلاقة حيث كان يُنظر إليها على أنها أكثر عدوانية من الفولاني المستقرة. تفاقم هذا الاختلاف لأنهم لم يتحدثوا لغة اليوروبا الأصلية على عكس شعب الفولاني المستقر الذين فعلوا ذلك. مع اندماج رعاة البورورو الفولاني في هذه المنطقة بدأت الماشية التي يمتلكونها في إتلاف محاصيل ونباتات مزارعي اليوروبا. أدى هذا إلى انتشار الاحتكاك بين هاتين المجموعتين. إحدى الحالات التي يمكن ملاحظتها كانت عندما تم الضغط على حطام إضافي على المزارعين في مدينة إيسين بعد نفي مجموعة من بورورو فولاني من مدينة أويو وهاجروا هناك في عام 1998.
كان هناك صراع آخر انخرط فيه البورورو فولاني في عام 1804 عندما خاض الفولاني حربًا مقدسة بين أولئك الذين عرفوا بأنهم مسلمون ولهم صدى الهوسا وأولئك الذين ما زالوا مرتبطين بقبائل باغان. دارت الحرب في المنطقة الشمالية من نيجيريا. أدت هذه الحرب إلى انقسام مجموعتين من الفولاني. اندمجت مجموعة واحدة مع شعب الهوسا وتم دمجها بشكل أساسي في فئة الهوسا أثناء شغل مناصب الثروة والسلطة. حافظت المجموعة الأخرى على طرقها الرعوية كما هي ولم تتداخل مع أي قبائل أخرى. هذا ما أصبح في النهاية بورورو فولاني والذي يعني بقر فولاني.
في الوقت الحالي اشتد الصراع بين رعاة الفولاني والمزارعين النيجيريين الآخرين. من عام 2011 إلى عام 2016 قُتل ما يقرب من 2.000 شخص وتشرد عشرات الآلاف. ويرجع ذلك جزئيًا إلى ظهور الجماعات الجهادية مثل بوكو حرام. لقد عرّض وجودهم للخطر العديد من الرعاة والمزارعين الذين يرعون في شمال نيجيريا. لم تبذل الحكومة سوى القليل من الجهود للتدخل وخلق مخططات للتخفيف من حدة هذا الصراع. ومن ثم فإن الرعاة والمزارعين يأخذون على عاتقهم حل النزاعات القائمة داخل المجتمع والتي تنشط الصراع.

## رعاة أبيت فولاني
أبيت المعروفة أيضًا باسم كاشيشيري هي مجموعة فرعية أخرى من الفولاني. يعيشون في منطقة أبيت في نيجيريا بعد أن هاجروا إليها في القرن الثامن عشر. يعيشون في منطقة ما يقرب من 3 إلى 5 سنوات قبل أن يتحركوا بضعة كيلومترات أخرى داخل أبيت. بمجرد إنشاء منزل ترعى قطعانهم في دائرة نصف قطرها 3 أميال. يرجع سبب تفضيلهم للرعي في أبيت إلى الظروف المواتية التي توفرها لمواشيهم. ينبع هذا من موسم الجفاف الذي يتزامن مع ذروة خصوبة الأبقار وإنتاج الحليب. علاوة على ذلك من الأسهل تربية الحيوانات في هذه المساحات المفتوحة بدلاً من المناطق المكثفة المليئة بالشجيرات. بالنسبة لحقوق الأرض في هذه المنطقة قد تُمنح عائلات الفولاني حقوقًا في أجزاء من الأرض من خلال الهياكل العرفية. وبالتالي يتم توزيع الأراضي من الرؤساء أو المسؤولين عن القرى التي تقيم فيها هذه الحقول.

## أمثلة أخرى
توجد حالات إضافية من العنف العرقي في نيجيريا، غالبًا ما تكون هذه أعمال شغب حضرية أو ما شابه، على سبيل المثال اضطرابات اليوروبا الهوسا في لاغوس، ومذبحة الإيغبو عام 1966 أو الاشتباكات بين إتسيكيري وإيجاو في ولاية دلتا. البعض الآخر هو نزاعات على الأراضي بين الجيران، مثل الاشتباكات بين إيل إيف وموداكيكي في أواخر التسعينيات، وفي ولاية إيبوني في عام 2011.